# Cité de Cockburn
Pour les articles homonymes, voir Cockburn.

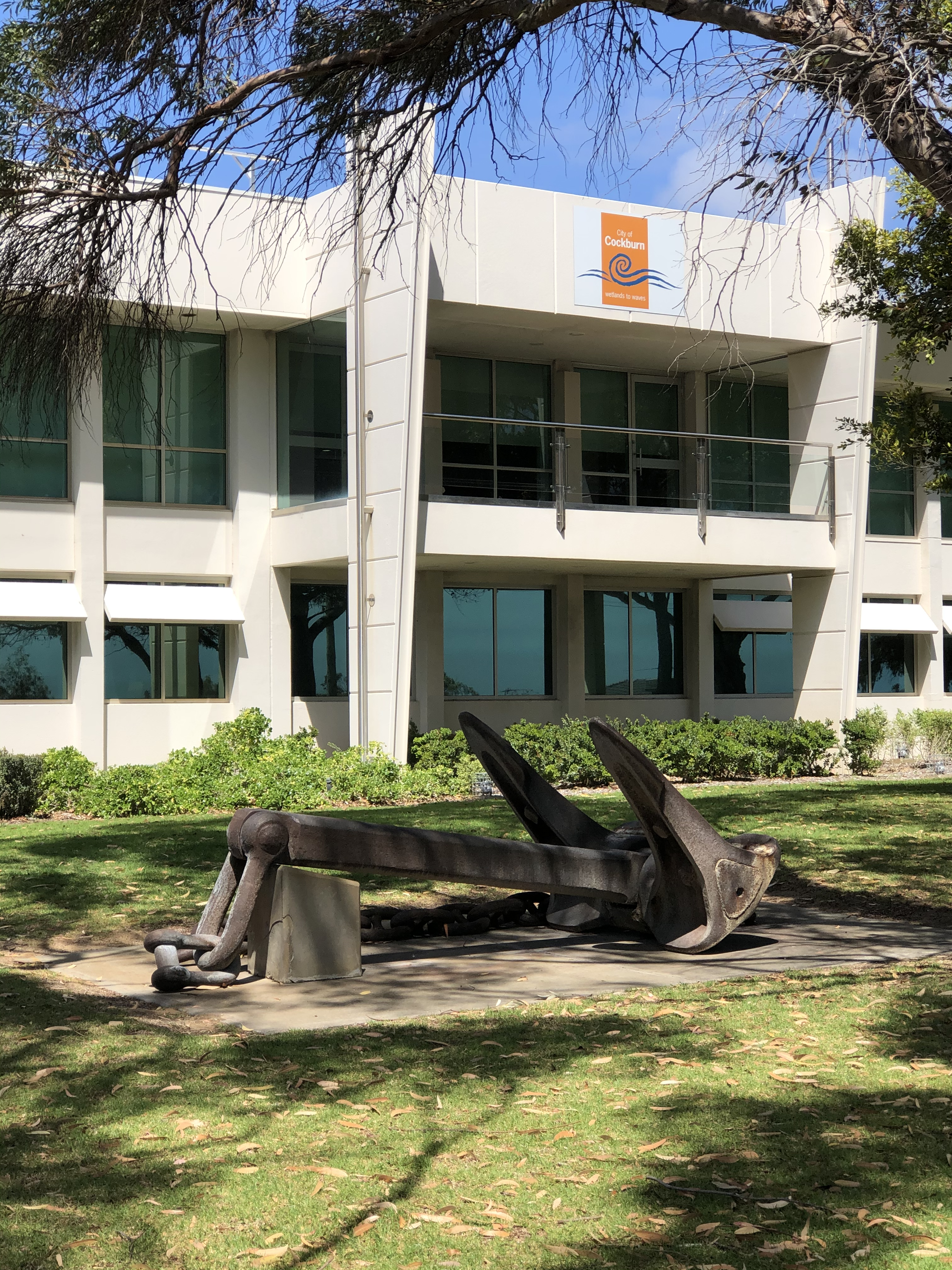
Bureaux administratifs de la ville de Cockburn à Spearwood

La Cité de Cockburn (City of Cockburn en anglais) est une zone d'administration locale dans la banlieue de Perth en Australie-Occidentale en Australie à environ 8 kilomètres au sud de Fremantle et 24 kilomètres au sud du centre-ville de Perth.
La ville doit son nom à l'amiral britannique Sir George Cockburn qui fut chargé d'accompagner Napoléon Ier en exil à Sainte-Hélène après la bataille de Waterloo.
La zone est divisée en un certain nombre de localités :
- Atwell ;
- Aubin Grove ;
- Banjup ;
- Beeliar ;
- Bibra Lake ;
- Coogee ;
- Coolbellup ;
- Hamilton Hill ;
- Hammond Park ;
- Henderson ;
- Jandakot ;
- Munster ;
- North Coogee ;
- North Lake ;
- South Lake ;
- Spearwood ;
- Success ;
- Wattleup ;
- Yangebup.

La zone a 9 conseillers et est découpée en 3 circonscriptions de 3 conseillers chacune :
- East Ward ;
- West Ward ;
- Central Ward.